# Peggy Saunders
Pour les articles homonymes, voir Saunders et Michell.
Margaret « Peggy » Saunders (née le 28 janvier 1905 à Chiswick, Middlesex, Angleterre et décédée le 19 juin 1941  à Harrow, Middlesex, Angleterre) est une joueuse de tennis britannique des années 1920. Elle est aussi connue sous son nom de femme mariée, Peggy Saunders-Michell.
Aux côtés de Phoebe Holcroft Watson, elle s'est imposée deux fois consécutivement en double dames au tournoi de Wimbledon (1928 et 1929) et à l'US Women's National Championship en 1929.
Avec la même partenaire, elle a atteint la finale à Roland Garros en 1927.

## Palmarès (partiel)

### Titres en double dames
| No | Date       | Nom et lieu du tournoi                 | Catégorie | Surface      | Partenaire      | Finalistes                       | Score         |          |
| -- | ---------- | -------------------------------------- | --------- | ------------ | --------------- | -------------------------------- | ------------- | -------- |
| 1  | 25/06/1928 | The Championships Wimbledon            | G. Chelem | Gazon (ext.) | Phoebe Holcroft | Eileen Bennett Ermyntrude Harvey | 6-2, 6-3      | Parcours |
| 2  | 24/06/1929 | The Championships Wimbledon            | G. Chelem | Gazon (ext.) | Phoebe Holcroft | Phyllis Howkins Dorothy Shepherd | 6-4, 8-6      | Parcours |
| 3  | 19/08/1929 | US National Championships Forest Hills | G. Chelem | Gazon (ext.) | Phoebe Holcroft | Phyllis Howkins Dorothy Shepherd | 2-6, 6-3, 6-4 | Parcours |

### Finale en double dames
| No | Date       | Nom et lieu du tournoi         | Catégorie | Surface      | Vainqueures               | Partenaire      | Score    |          |
| -- | ---------- | ------------------------------ | --------- | ------------ | ------------------------- | --------------- | -------- | -------- |
| 1  | 24/05/1927 | Internationaux de France Paris | G. Chelem | Terre (ext.) | Bobbie Heine Irene Bowder | Phoebe Holcroft | 6-2, 6-1 | Parcours |

## Parcours en Grand Chelem (partiel)
Si l’expression « Grand Chelem » désigne classiquement les quatre tournois les plus importants de l’histoire du tennis, elle n'est utilisée pour la première fois qu'en 1933, et n'acquiert la plénitude de son sens que peu à peu à partir des années 1950.

### En simple dames
| Année | Championnat d'Australasie Championnat d'Australie | Championnat d'Australasie Championnat d'Australie | Internationaux de France | Internationaux de France | Wimbledon       | Wimbledon      | US National | US National |
| ----- | ------------------------------------------------- | ------------------------------------------------- | ------------------------ | ------------------------ | --------------- | -------------- | ----------- | ----------- |
| 1925  | -                                                 | -                                                 | -                        | -                        | 2e tour (1/16)  | Joan Fry       | -           | -           |
| 1926  | -                                                 | -                                                 | -                        | -                        | 1er tour (1/32) | Dorothy Kemmis | -           | -           |
| 1927  | -                                                 | -                                                 | -                        | -                        | 3e tour (1/16)  | Dorothy Kemmis | -           | -           |
| 1928  | -                                                 | -                                                 | -                        | -                        | 1er tour (1/64) | Evelyn Colyer  | -           | -           |
| 1929  | -                                                 | -                                                 | -                        | -                        | 4e tour (1/8)   | Elsie Goldsack | -           | -           |
| 1931  | -                                                 | -                                                 | -                        | -                        | 3e tour (1/16)  | Eileen Bennett | -           | -           |
| 1932  | -                                                 | -                                                 | -                        | -                        | 3e tour (1/16)  | Mary Heeley    | -           | -           |
| 1933  | -                                                 | -                                                 | -                        | -                        | 3e tour (1/16)  | Dorothy Andrus | -           | -           |
| 1938  | -                                                 | -                                                 | -                        | -                        | 2e tour (1/32)  | Kay Stammers   | -           | -           |

À droite du résultat, l’ultime adversaire.

### En double dames
| Année | Championnat d'Australie | Championnat d'Australie | Internationaux de France | Internationaux de France  | Wimbledon                   | Wimbledon                  | US National          | US National            |
| ----- | ----------------------- | ----------------------- | ------------------------ | ------------------------- | --------------------------- | -------------------------- | -------------------- | ---------------------- |
| 1927  | -                       | -                       | Finale P. Holcroft       | Bobbie Heine Irene Bowder | -                           | -                          | -                    | -                      |
| 1928  | -                       | -                       | -                        | -                         | Victoire P. Holcroft        | E. Bennett E. Harvey       | -                    | -                      |
| 1929  | -                       | -                       | -                        | -                         | Victoire P. Holcroft        | P. Howkins D. Shepherd     | Victoire P. Holcroft | P. Howkins D. Shepherd |
| 1931  | -                       | -                       | -                        | -                         | 3e tour (1/8) P. Holcroft   | Kitty McKane Dorothy Round | -                    | -                      |
| 1932  | -                       | -                       | -                        | -                         | 3e tour (1/8) Dorothy Round | Doris Metaxa Josane Sigart | -                    | -                      |
| 1933  | -                       | -                       | -                        | -                         | 1/2 finale Kitty McKane     | Freda James Billie Yorke   | -                    | -                      |
| 1938  | -                       | -                       | -                        | -                         | 2e tour (1/16) D. Shepherd  | Olive Craze S. Piercey     | -                    | -                      |

Sous le résultat, la partenaire ; à droite, l’ultime équipe adverse.